# New Orleans blues

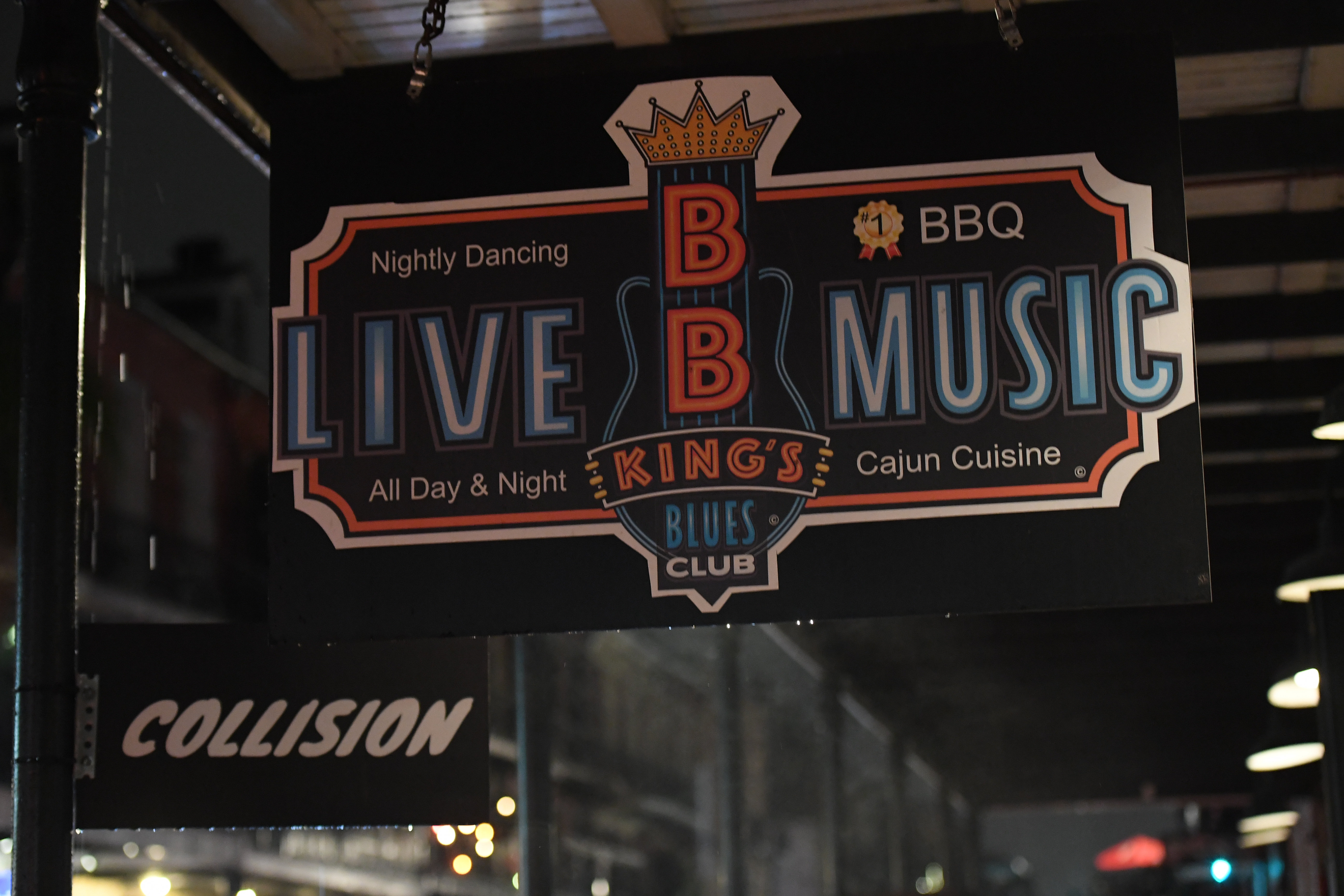
Discoteca Blues

Il New Orleans blues è un sottogenere del blues che si è sviluppato nella città di New Orleans, influenzato dal jazz e dalla musica caraibica. È dominato da pianoforte e sassofono, ma ha anche prodotto chitarristi blues.

## Caratteristiche
Come stile, il New Orleans blues è guidato principalmente dal pianoforte e dal corno francese, animato da ritmi caraibici e musica Dixieland. È generalmente allegro nell'esecuzione, indipendentemente dal soggetto, con un tempo rilassato e ritmi complessi che calano appena dietro il ritmo. Le voci spaziano dal canto rilassato alle grida gospel a voce piena.

## Storia

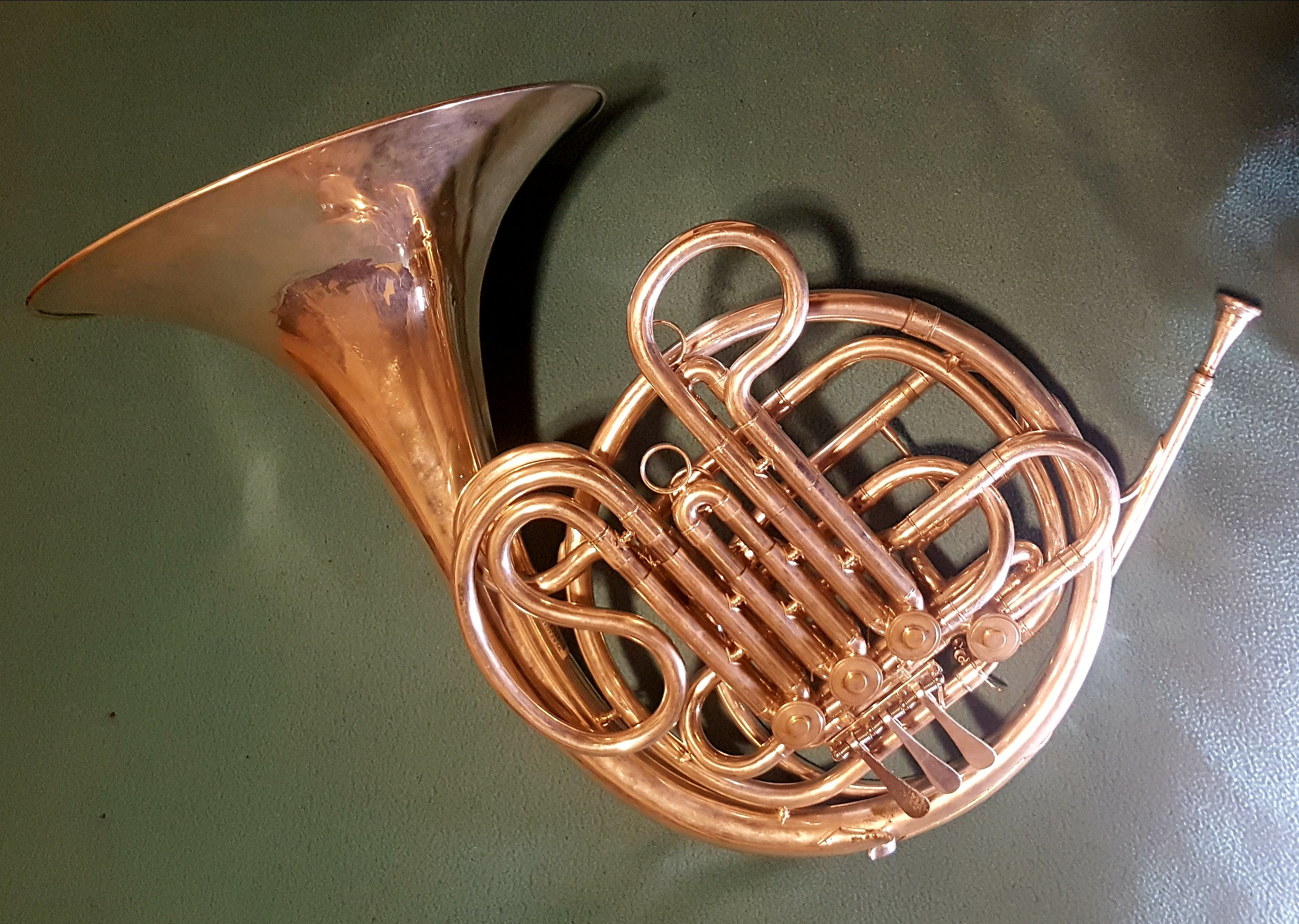
Un corno francese, uno degli strumenti più importanti della musica blues

New Orleans è generalmente considerata la culla della musica jazz, ma ha attirato meno attenzione come centro del blues. Il blues in 12 battute era ben noto in città prima che nella maggior parte del resto del paese. La band di Buddy Bolden era ricordata per eccellere nel suonare il blues prima del 1906. "I Got the Blues" di Anthony Maggio fu uno dei primi esempi di spartiti blues pubblicati del 1908. Il "Livery Stable Blues" della Original Dixieland Jass Band, generalmente considerato il primo disco jazz, è in una forma blues veloce.
Anche se New Orleans ha attirato e prodotto meno musicisti blues rispetto ad altri grandi centri urbani degli Stati Uniti con grandi popolazioni afroamericane, è stata il centro di una forma distintiva di musica blues, che è stato perseguita da alcuni musicisti di rilievo che hanno prodotto importanti registrazioni, come Professor Longhair e Guitar Slim, che avevano entrambi successi nelle classifiche regionali, R&B e persino mainstream.
Nel periodo successivo alla seconda guerra mondiale, in città furono prodotte moltissime registrazioni che erano informate dal blues, ma avevano forti influenze R&B e pop che anticipavano il rock and roll e sono difficili da classificare. Tra questi artisti, il più apprezzato e maggiormente influenzato dal blues fu il pianista Professor Longhair, il cui pezzo forte "Mardi Gras in New Orleans" (1949) e altre registrazioni come "Tipitina" (1959) furono grandi successi R&B e che rimase una figura centrale nella musica di New Orleans fino alla sua morte nel 1980.

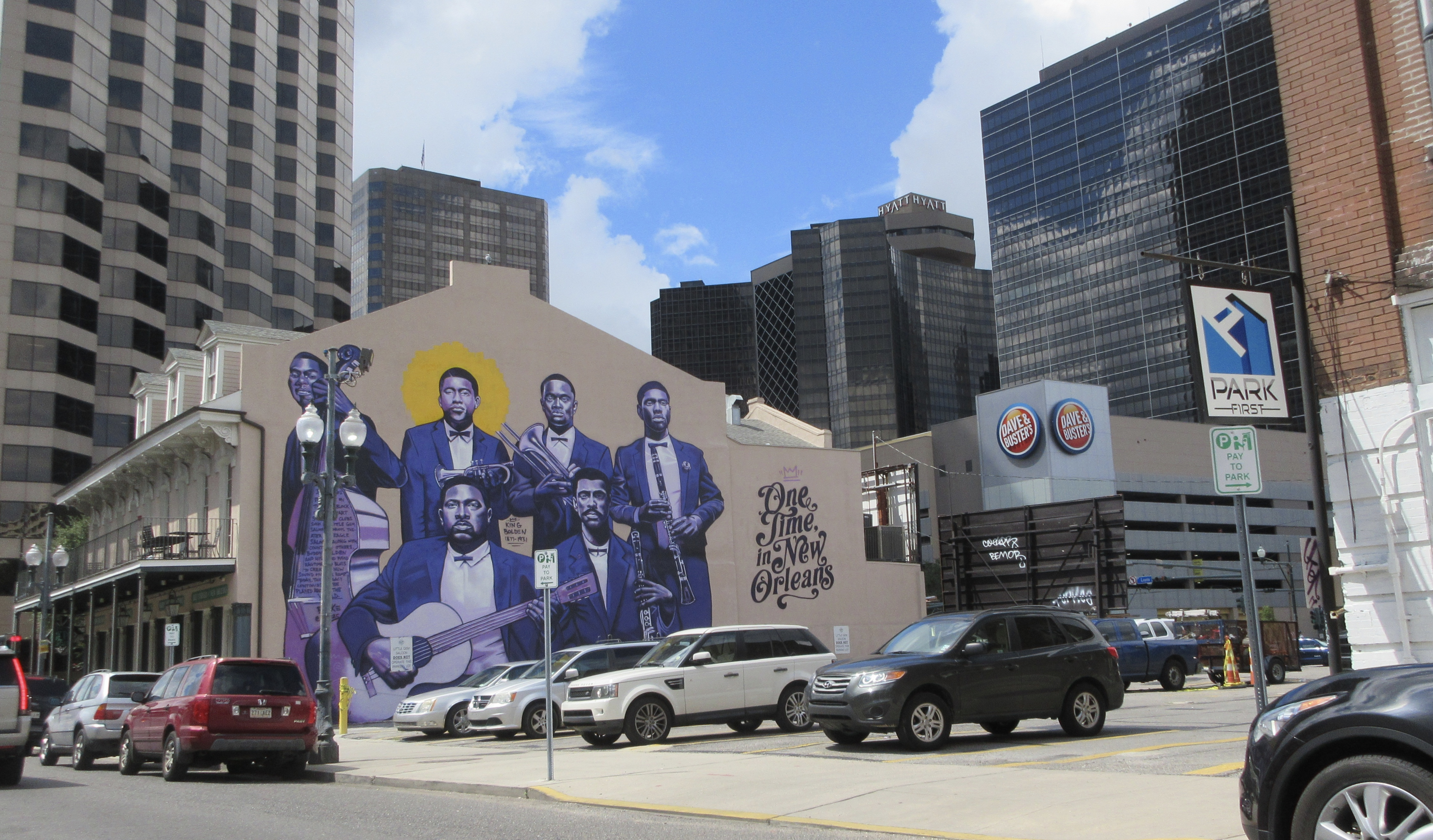
Murale della band di Buddy Bolden

Altre figure significative che suonano blues sulla tastiera comprendono James Booker, il cui pezzo per organo "Gonzo" ha raggiunto la top 50 della Classifica Billboard nel 1960 e fu seguito da una serie di singoli di minor successo.
Il chitarrista blues più significativo emerso dalla città nel secondo dopoguerra fu Guitar Slim, originario dei Delta. Il suo "The Things That I Used to Do", che combinava gospel, blues e R&B, fu un grande successo R&B nel 1954 e potrebbe aver influenzato lo sviluppo della successiva musica soul. Ha anche influenzato lo sviluppo della musica rock, essendo stata inclusa nella The Rock and Roll Hall of Fame's 500 Songs that Shaped Rock and Roll, con un assolo di chitarra elettrica con sfumature distorte.
Altri importanti chitarristi blues della città comprendono Snooks Eaglin, che registrò sia folk acustico che R&B elettrico, ed Earl King, che compose blues standard tra cui "Come On" (con una cover di Jimi Hendrix e Stevie Ray Vaughan) e "Big Chief" del Professor Longhair. Tra le figure principali del genere c'era anche Dr. John, che iniziò come chitarrista e ottenne un successo regionale con "Storm Warning" influenzato da Bo Diddley nel 1959, ed ebbe una carriera di grande successo dagli anni '60 dopo essersi trasferito a Los Angeles, mescolando R&B con rock psichedelico e utilizzando un'estetica a tema New Orleans.

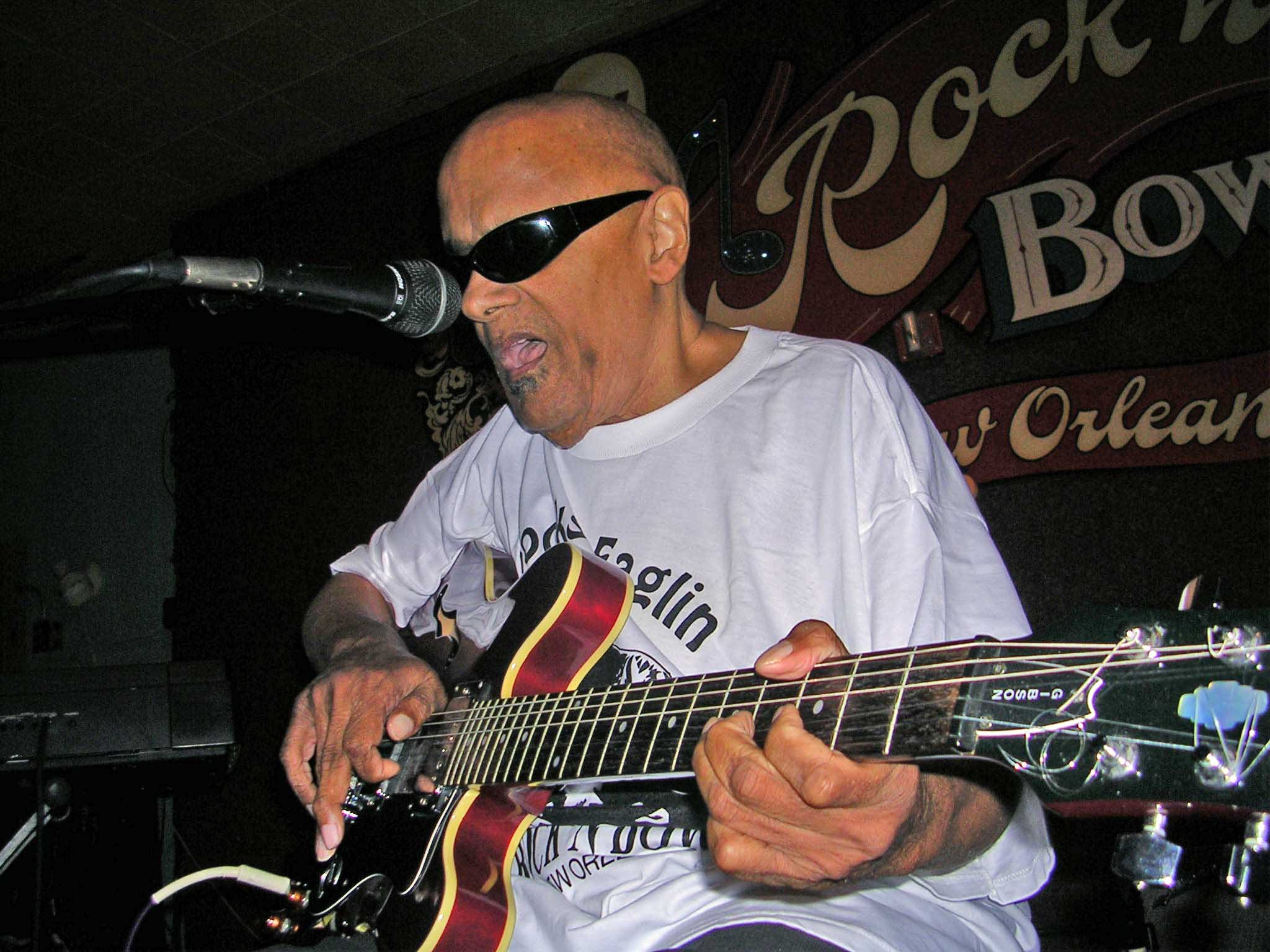
Snooks Eaglin si esibisce nel 2006

Le carriere di molti bluesman di New Orleans declinarono negli anni sessanta, quando il rock and roll e il soul iniziarono a dominare la musica popolare, ma si ripresero negli anni settanta, quando ci fu un rinnovato interesse per le loro registrazioni.